# 217P/LINEAR
217P/LINEAR, komet Jupiterove obitelji, objekt blizu Zemlji